# Panicale
|  | No s'ha de confondre amb l'antic municipi de Borgo Panigale, quartiere de la ciutat de Bolonya. |

Panicale és un municipi de la província de Perusa, a la regió italiana d'Úmbria. Situat al vessant oriental del Monte Petrarvella, al sud-est de Valdichiana, té vista sobre el llac Trasimè i es troba a uns 35 km de distància de Perusa.

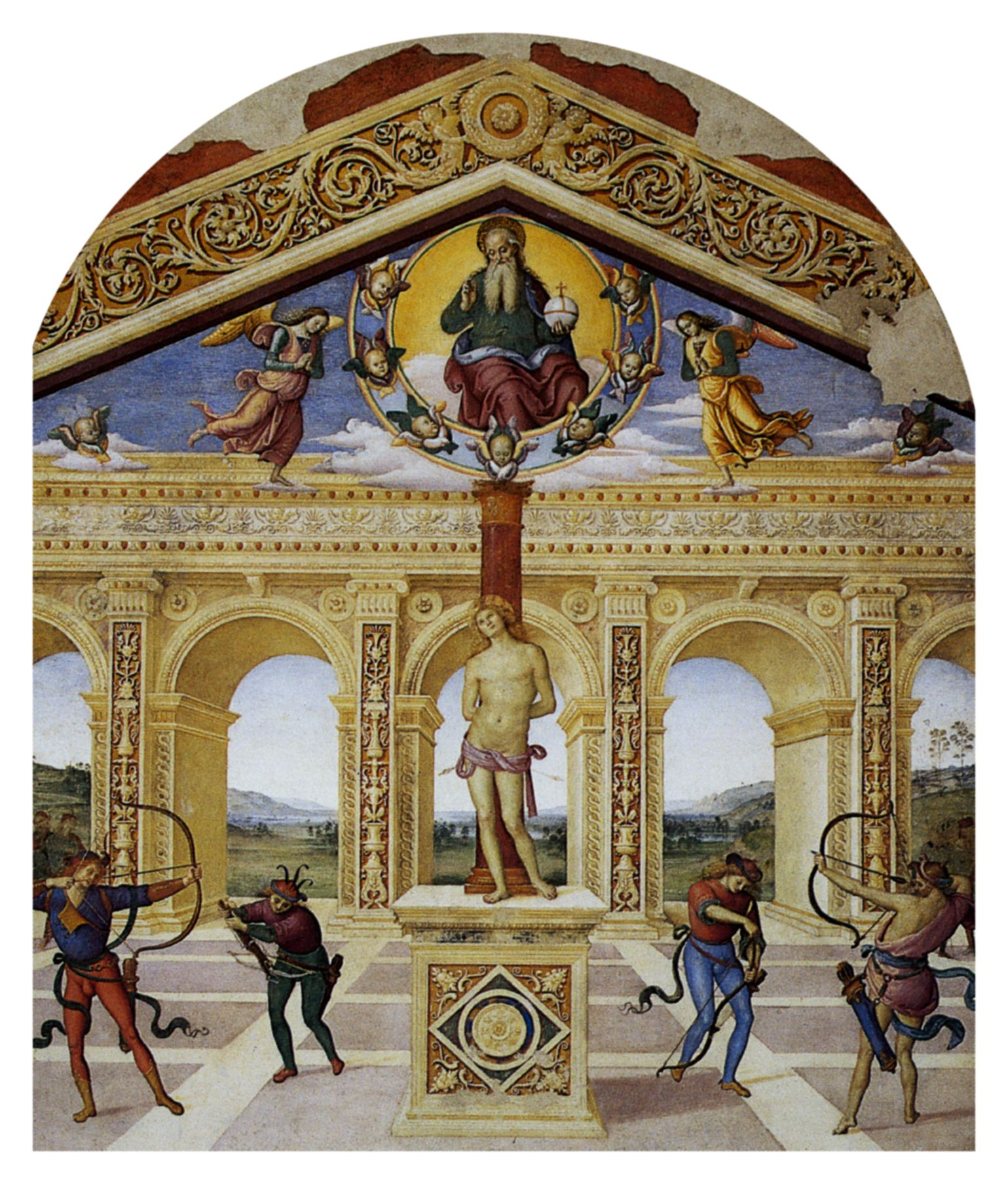
"El martiri de Sant Sebastià", de Pietro Perugino

L'1 de gener de 2018 tenia 5.606 habitants.
El municipi de Panicale conté les frazioni (pobles o llogarets) de Tavernelle, Colle San Paolo, Missiano, Casalini, Colle Calzolaro, Macereto, Mongiovino, Montale, Colgiordano, Gioveto i Migliaiolo.
Panicale limita amb els municipis de Castiglione del Lago, Magione, Paciano, Perusa i Piegaro.

## Llocs d'interès
- Església de Sant Sebastià, que conté el fresc de Pietro Perugino "El martiri de Sant Sebastià" (1505)

## Evolució demogràfica
| Gràfica d'evolució de Panicale entre 1861 i                                       |
|                                                                                   |
| Font: Istituto Nazionale di Statistica (ISTAT) - Elaboració gràfica de Viquipèdia |